# Estación Monte Flores
Monte Flores es una estación ferroviaria ubicada en la localidad del mismo nombre, en el Departamento Rosario, Provincia de Santa Fe, República Argentina.
Ubicada a 2000 m de la RN A012.
Está la Escuela N.º 246 Hipólito Bouchard; donde se realizaron la primera y segunda Fiesta Provincial de las Buenas Costumbres y Amistad. El fundador y Pte de la Fiesta es el Sr. Marcelo Avendaño.

## Servicios
No presta servicios de pasajeros, sólo de cargas. Sus vías corresponden al Ramal CC del Ferrocarril General Belgrano. Sus vías e instalaciones están a cargo de la empresa estatal Trenes Argentinos Cargas.